# Alice Larkin

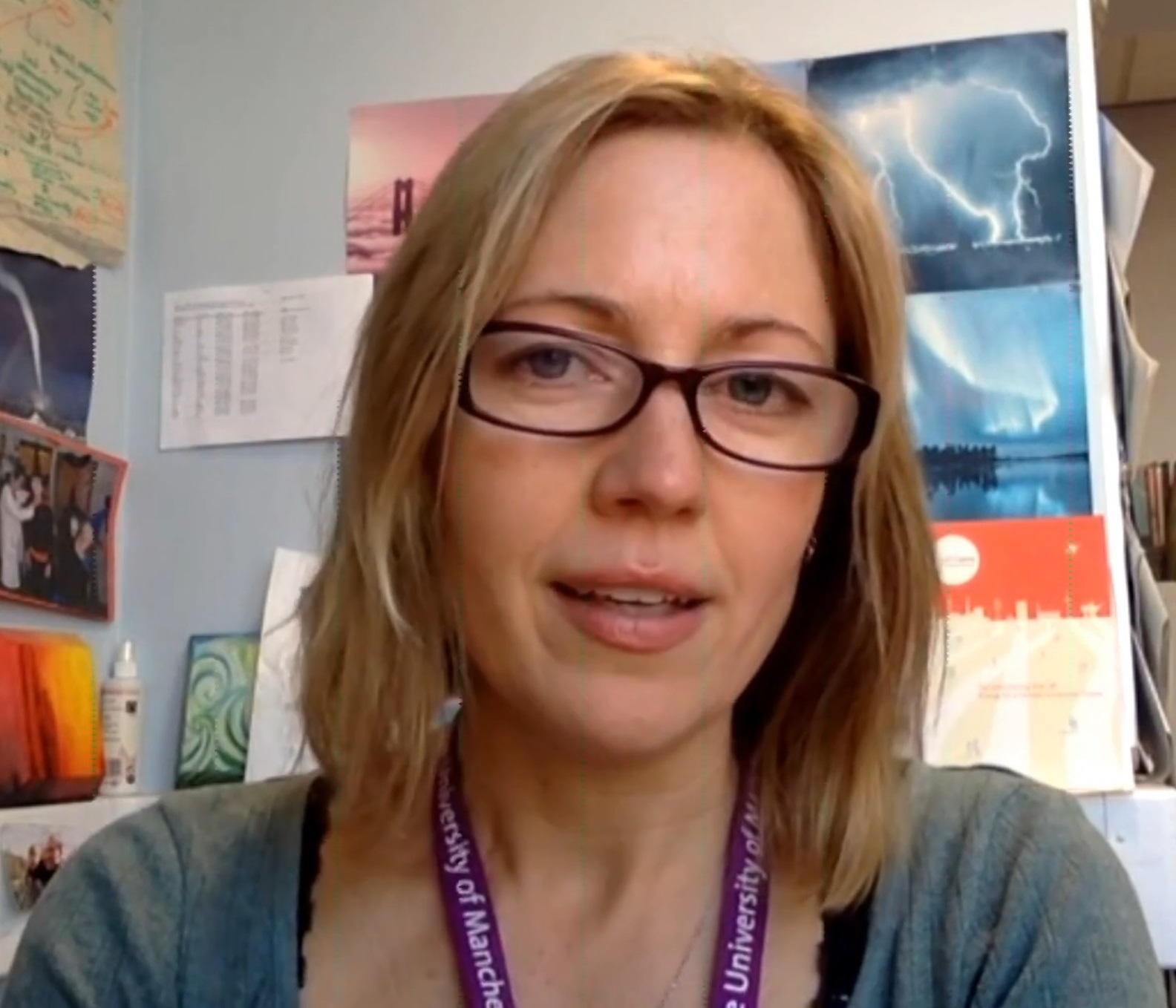
Alice Larkin (2015)

Alice Larkin (geb. 1974 in Bury, England; früher Alice Bows) ist eine britische Klimawissenschaftlerin. Sie ist Professorin am Tyndall Centre for Climate Change Research und der University of Manchester.

## Leben
Larkin studierte an der University of Leeds Astrophysik, promovierte am Imperial College im Bereich Klimamodellierung und arbeitete dann in der Wissenschaftskommunikation. Im Jahr 2003 wurde sie an das Tyndall Centre for Climate Change Research in Manchester berufen.

## Wirken
Larkins Forschungsarbeit konzentriert sich auf den Konflikt zwischen dem Luftverkehr und der Klimapolitik. Sie forscht zu klimaschonenden Wirtschaftssystemen sowie zu klimaschonenden Technologien für die Schiff- und Luftfahrt. Gemeinsam mit Kevin Anderson kritisierte sie 2013 in einem Aufruf, dass viele der von führenden Politikern vorgeschlagenen Lösungen zur Verhinderung einer „galoppierenden globalen Erwärmung“ zur Bewältigung des Ausmaßes der Klimakrise nicht ausreichen werden; sie forderten darin „radikale und unverzügliche Degrowth-Strategien für die Vereinigten Staaten, die EU und anderen reichen Nationen“.
Larkin berichtet auch von den negativen Erfahrungen, die Klimawissenschaftler durch eine aggressiv auftretende Szene von Klimawandelleugnern inzwischen ständig machen müssen. So sagte sie einmal: „Nehmen wir die beleidigenden Tweets, denen wir alle ausgesetzt sind. Twitter ist ein Medium, in dem es sehr persönlich und aggressiv zugeht, denn je lauter man ist, desto mehr Aufmerksamkeit bekommt man. Man braucht ja nicht gleich Todesdrohungen, um nicht mehr gut zu schlafen, ein paar böse Zeilen reichen.“
Im Jahr 2015 zeichnete die University of Manchester sie als Wissenschaftlerin des Jahres aus. Ihr TED-Talk zum Thema Climate Change is Happening, Here’s How We Adapt wurde 2015 von City Atlas New Haven zum „besten Menschenrechts-Talk des Jahres“ ernannt.

## Veröffentlichungen (Auswahl)
- K. Anderson, A. Bows: Beyond ‘dangerous’ climate change: emission scenarios for a new world. In: Philosophical Transactions of the Royal Society A: Mathematical, Physical and Engineering Sciences. Band 369, Nr. 1934, 2011, S. 20–44. doi:10.1098/rsta.2010.0290
- K. Anderson, A. Bows: A new paradigm for climate change. In: Nature Climate Change. Band 2, Nr. 9, 2012, S. 639–640. doi:10.1038/nclimate1646
- A. Bows-Larkin: All adrift: aviation, shipping, and climate change policy. In: Climate Policy. Band 15, Nr. 6, 2015, S. 681–702. doi:10.1080/14693062.2014.965125